# Thyreus pica
Thyreus pica är en biart som först beskrevs av Embrik Strand 1921.  Thyreus pica ingår i släktet Thyreus och familjen långtungebin. Inga underarter finns listade i Catalogue of Life.